# Seredne (obwód tarnopolski)
Seredne (ukr. Середнє) – wieś na Ukrainie w rejonie tarnopolskim obwodu tarnopolskiego.
Do 2020 w rejonie podhajeckim.
W czasie okupacji niemieckiej mieszkająca tutaj ukraińska rodzina Kiforów ukrywała Żydów. W 1991 roku Instytut Jad Waszem uhonorował za to Iwana Kifora, jego żonę (imię nieustalone) oraz córkę Olimpiję tytułami Sprawiedliwych wśród Narodów Świata.

## Dwór
- Dwór  i oficyna wybudowane w latach 1830-55 przez Klemensa Postruskiego[6]